# Conrad Philipp Limmer
Conrad Philipp Limmer (* 18. Februar 1658 in Nienburg (Saale); † 1. Januar 1730 in Zerbst/Anhalt) war ein deutscher Mediziner, Gymnasialprofessor in Zerbst/Anhalt und Mitglied der Gelehrtenakademie „Leopoldina“.

## Leben
Conrad Philipp Limmer promovierte im Jahr 1688 an der Universität Altdorf. Er war Stadtphysicus sowie Gymnasialprofessor für Mathematik, Physik und Medizin in Zerbst/Anhalt. Er bekleidete zudem das Amt des Oberbürgermeisters in Zerbst/Anhalt.
Am 24. September 1688 wurde Conrad Philipp Limmer mit dem Beinamen LEUCIPPUS als Mitglied (Matrikel-Nr. 161) in die Leopoldina aufgenommen. Er arbeitete unter anderem zur Frage von guten Speisen und Getränken. Besondere Aufmerksamkeit schenkte er der Besonderheit des Zerbster Bieres, die von der Härte und Kälte des Wassers der Zerbster Brunnen herrührte. Limmer kam zu dem Resultat, dass deshalb kaltmagige Personen das Zerbster Bier nicht ohne Wein zu vertragen in der Lage seien.

## Werke
- mit Melchior Ernst Wagnitz: De cerevisia Servestana. Dissertatio Medica De Cerevisia Servestana, Quam ... Praeside ... Dn. Conrado Philippo Limmero, ... Publicae ac placidae Eruditorum disquisitioni submittit, S. A. Aut: & Resp: Die VI. Octobr: Anno M DC XCIII, Excvdit Joh. Ern. Bezelivs, Servestae 1693.
- mit Johann Heinrich Grätz: Disputatio Physico–Medico De Monstroso Abortu Dessaviensi, Halle/Saale 1694.